# European Champion Clubs' Cup
European Champion Clubs' Cup, còn được biết đến với tên gọi Coupe des Clubs Champions Européens, hoặc đơn giản là European Cup, là một chiếc cúp được trao hằng năm bởi UEFA cho câu lạc bộ bóng đá vô địch UEFA Champions League. Giải đấu ở thể thức cũ có cùng tên với với chiếc cúp này trước khi giải đổi tên kể từ mùa giải 1992–93 trở về sau.
Một vài chiếc cúp hiện vật đã có chủ khi câu lạc bộ được quyền giữ chiếc cúp sau khi vô địch năm lần hoặc vô địch ba lần liên tiếp, với chiếc cúp mới phải được rèn cho mùa giải sau. Trong những năm đầu của giải đấu cho đến mùa giải 1966–67, chiếc cúp đã trải qua nhiều thiết kế khác nhau.

## Các đội giành cúp

### Chiếc cúp nguyên bản
- Real Madrid (6) – 1956, 1957, 1958, 1959, 1960, 1966
- Benfica (2) – 1961, 1962
- Internazionale (2) – 1964, 1965
- Milan (1) – 1963

### Chiếc cúp thiết kế lại
- Real Madrid (9) – 1998, 2000, 2002, 2014, 2016, 2017, 2018, 2022, 2024
- Milan (6) – 1969, 1989, 1990, 1994, 2003, 2007
- Bayern Munich (6) – 1974, 1975, 1976, 2001, 2013, 2020
- Liverpool (6) – 1977, 1978, 1981, 1984, 2005, 2019
- Barcelona (5) –  1992, 2006, 2009, 2011, 2015
- Ajax (4) – 1971, 1972, 1973, 1995
- Manchester United (3) – 1968, 1999, 2008
- Nottingham Forest (2) – 1979, 1980
- Juventus (2) –  1985, 1996
- Porto (2) – 1987, 2004
- Chelsea (2) – 2012, 2021
- Celtic (1) – 1967
- Feyenoord (1) – 1970
- Aston Villa (1) – 1982
- Hamburger SV (1) – 1983
- Steaua București (1) – 1986
- PSV Eindhoven (1) – 1988
- Red Star Belgrade (1) – 1991
- Marseille (1) – 1993
- Borussia Dortmund (1) – 1997
- Internazionale (1) – 2010
- Manchester City (1) – 2023